# Wilhelm Wittich (Philologe)
Wilhelm Wittich (* 26. Oktober 1840 auf dem Messinghof bei Kassel; † 20. Oktober 1907 in Kassel) war ein deutscher Altphilologe und Gymnasiallehrer.

## Leben
Wittich war Sohn des Hüttenvogts Georg Wittich. Er besuchte von Ostern 1852 bis Ostern 1859 das Friedrichsgymnasium in Kassel. Nach dem Abitur studierte er an der Universität Marburg Philologie und Evangelische Theologie. Am 14. Dezember 1859 wurde er im Corps Teutonia zu Marburg recipiert. 1863 bestand er in Marburg die theologischen Prüfungen. Er legte am 29. Juli 1864 die Gymnasiallehrerprüfung in Philologie und Geschichte ab und wurde zum Dr. phil. promoviert. Danach bekleidete er eine ordentliche Lehrerstelle an der Realschule I. Ordnung zu Aschersleben. Für den 1. Juli 1868 zum ordentlichen Lehrer an der hier neu zu errichtenden Realschule I. Ordnung gewählt, blieb er, da die Eröffnung sich bis Ostern 1869 hinzog, zunächst bis Herbst 1868 in Aschersleben. Er unterrichtete dann für ein halbes Jahr als Ersatz für den abgegangenen Lehrer Karl Vogt an der lateinlosen Realschule. Seit dem 9. November 1874 Oberlehrer, wurde er am 20. April 1883 als Nachfolger August Preimes zum Direktor des Realgymnasiums zu Kassel gewählt. Am 1. Oktober 1904 trat er in den Ruhestand.

## Veröffentlichungen
- mit Gustav Heyse: Bearbeitung der 14. Auflage des Heyseschen Fremdwörterbuches.
- Kurzgefaßtes Lehrbuch der lateinischen Sprache, 3 Teile. Kassel 1879.
- Antrittsrede. Kassel 1884. S. 25–28.[6]
- Zum Gedächtnis der Direktoren Professor Friedrich Kreysing und Dr. August Preime. Kurzer Rückblick, gegeben am 20. Februar 1884. Kassel 1885. S. 26–30.[6]
- Zu Goethes Tasso. Kassel 1886. 26 S.[6]
- Über Sophokles „König Ödipus“ und Schillers „Braut von Messina“. Kassel 1887. 24 S.[6]
- Über Euripides‘ Iphigenie unter den Tauriern und Goethes Iphigenie auf Tauris. Kassel 1888. 17 S.[6]
- Lehrplan für den Unterricht in der Geschichte, entworfen in der Gemeinschaft mit den Fachlehrern und Kgl. Provinzial-Schulkollegium, eingereicht von dem Direktor. Kassel 1888. S. 17–24.[6]
- Lehrplan für den Unterricht des Französischen am Realgymnasium zu Kassel, in Gemeinschaft mit den Fachlehrern und Kgl. Provinzial-Schulkollegium, eingereicht von dem Direktor. Kassel 1889. 15 S.[6]
- Inhalts-Angabe von Torquato Tassos Befreitem Jerusalem. Kassel 1890. S. 10–24.[6]
- Einleitung und Kapitelübersichten zu einer Schulausgabe von Sallust’s Catilina. Kassel 1891. 18 S.[6]
- Rückschau auf die fünfundzwanzigjährige Geschichte des Kasseler Realgymnasiums. Kassel 1894. 63 S.[6]
- Bericht über die Feier des 25-jährigen Bestehens der Anstalt. Kassel 1895. S. 24–25.[6]
- Übersicht über die Schüler des Realgymnasiums aus den Jahren 1869–1894, welche der Sekunda oder Prima nicht angehört haben. Kassel 1895. S. 15–41.[6]
- Die Bedeutung von Hessen für die Entwicklung Deutschlands. Festrede, gehalten 1876. Kassel 1899. 16 S.[6]
- Goethes Tasso, für den Schulgebrauch erklärt (In der Sammlung von Ferd. Schöningh)[6]